# 密擬異肢水蚤
密擬異肢水蚤（学名：Paraheterorhabdus compactus）为異肢水蚤科擬異肢水蚤屬下的一个种。其种加词“compactus”意为“致密的”。